# فيلي يونغ
فيلي يونغ (بالإنجليزية: Willie Young)‏ (24 فبراير 1956 بالمملكة المتحدة - ) هو لاعب كرة قدم بريطاني في مركز جناح ‏. لعب مع أستون فيلا.

## وصلات خارجية
- فيلي يونغ على موقع قاعدة بيانات كرة القدم.إي يو (الإنجليزية)